# جراحة مناعية
الجراحة المناعية هي تقنية تتضمن إزالة الطبقة الخارجية من خلية كائن ما. وتعني الجراحة المناعية تعرُّض العينة لمحلول يحتوى على أجسام مضادة لكائن بعينه ثم تتم إزالة هذا المحلول وبالتالي يبقى الكائن في مواجهة النظام المتمم المناعي. عندما تتحدد الطبقة الخارجية بواسطة الأجسام المضادة، تبقى الخلايا وحدها في مواجهة النظام المتمم المناعي الذي يقوم بالتخلص منها وتدميرها.
تستخدم هذه التقنية لعزل كتلة الخلية الداخلية في الكيسة الأريمية للفئران عن طبقة الأورمة المغذية. كما يمكن استخدامها أيضًا للحصول على كميات كبيرة من كتل الخلايا الداخلية الخالصة خلال فترة زمنية قصيرة نسبيًا.